# Lycodonus vermiformis
Lycodonus vermiformis är en fiskart som beskrevs av Barnard 1927. Lycodonus vermiformis ingår i släktet Lycodonus och familjen tånglakefiskar. Inga underarter finns listade i Catalogue of Life.